# Хајделанд (Бранденбург)
Хајделанд (њем. Heideland) општина је у њемачкој савезној држави Бранденбург. Једно је од 33 општинска средишта округа Елбе-Елстер. Према процјени из 2010. у општини је живјело 599 становника. Посједује регионалну шифру (AGS) 12062219.

## Географски и демографски подаци
Хајделанд се налази у савезној држави Бранденбург у округу Елбе-Елстер. Општина се налази на надморској висини од 105 метара. Површина општине износи 31,5 km². У самом мјесту је, према процјени из 2010. године, живјело 599 становника. Просјечна густина становништва износи 19 становника/km².

## Међународна сарадња
| Мјесто       | Држава    | Врста сарадње | Од    |
| ------------ | --------- | ------------- | ----- |
| Финстерволде | Холандија | контакт       | 2000. |
|              | Француска | партнерство   | 1962. |
| Нордборг     | Данска    | контакт       | 2000. |
| Извор        |           |               |       |